# Arsenura
Arsenura este un gen de molii din familia Saturniidae. 

## Specii
- Arsenura albopicta Jordan, 1922
- Arsenura altocymonia Brechlin & Meister, 2010
- Arsenura archianassa Draudt, 1930
- Arsenura arianae Brechlin & Meister, 2010
- Arsenura armida (Cramer, 1779)
- Arsenura aspasia (Herrich-Schaeffer, 1853)
- Arsenura batesii (R. Felder & Rogenhofer, 1874)
- Arsenura beebei (Fleming, 1945)
- Arsenura biundulata Schaus, 1906
- ?Arsenura championi (Druce, 1886)
- Arsenura ciocolatina Draudt, 1930
- Arsenura cymonia (W. Rothschild, 1907)
- Arsenura delormei Bouvier, 1929
- Arsenura drucei Schaus, 1906
- Arsenura fuscata Brechlin & Meister, 2010
- Arsenura jennetae Wolfe, Conlan & Kelly, 2000
- Arsenura kaechi Brechlin & Meister, 2010
- Arsenura meander (Walker, 1855)
- Arsenura mossi Jordan, 1922
- Arsenura orbignyana (Guerin-Meneville, 1844)
- Arsenura paraorbygnyana Brechlin & Meister, 2010
- Arsenura pandora (Klug, 1836)
- Arsenura polyodonta (Jordan, 1911)
- Arsenura ponderosa W. Rothschild, 1895
- Arsenura rebeli Gschwander, 1920
- Arsenura sylla (Cramer, 1779)
- Arsenura thomsoni Schaus, 1906
- Arsenura xanthopus (Walker, 1855)
- Arsenura yungascymonia Brechlin & Meister, 2010